# A Capital Federal (filme)
A Capital Federal é um filme brasileiro do gênero comédia, dirigido e roteirizado por Luiz de Barros em 1923. Produzido pela Guanabara-Film, companhia cinematográfica de Barros, é baseado na peça de mesmo nome do dramaturgo Arthur de Azevedo. No elenco principal estavam Odete Diniz, Manoel F. de Araújo, Jack Wilford, Angela Peres, Lionel Simi, Cesar Bresciani entre outros.
Lançado em 10 de novembro de 1923, é considerado um filme perdido, pois nenhuma cópia do longa foi preservada, sobrevivendo apenas algumas fotografias.

## Sinopse
Luiz de Barros em seu livro "Minhas Memórias de Cineasta" disponibiliza uma sinopse para o filme:
Um fazendeiro do interior vai para o Rio de Janeiro com a família à procura do noivo da filha, que estava na Capital Federal jogando, frequentando os cabarés e namorando uma bailarina. O fazendeiro também se envolve em muitas aventuras. No final, ele e Gouveia, o noivo, arrependidos, voltam para a família.

## Elenco
- Odete Diniz como Lola
- Manoel F. de Araújo como Figueiredo
- Leonel Simi como Cel. Euzébio
- Cesar Bresciani como Lourenço
- Angela Peres como Quinota
- Jack Wilford como Gouveia
- Angela del Monte como Fortunata
- Cleo David
- Albino Vidal
- Yolanda Diniz
- Nair de Almeida
- Luiz de Barros
- Carlos Leal